# Jiří Jarošík
Jiří Jarošík (Ústí nad Labem, República Checa, 27 de octubre de 1977) es un exfutbolista y entrenador de fútbol checo. Jugaba de centrocampista o defensa y su último equipo fue el Deportivo Alavés de España.

## Trayectoria

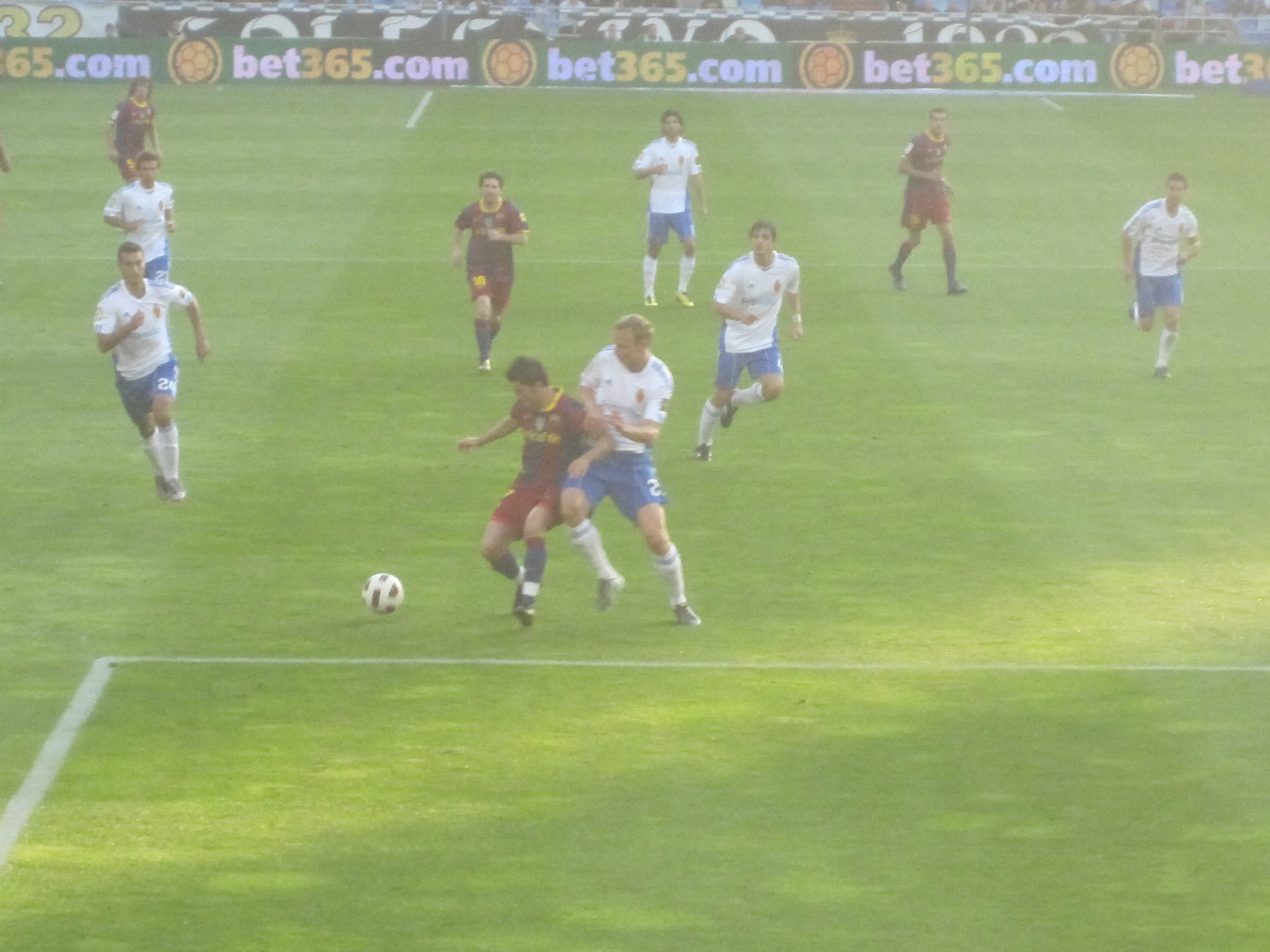
El checo con David Villa frente al F. C. Barcelona.

Jarošík es un centrocampista o defensa que se suma al ataque con gran facilidad. Empezó su carrera profesional en el AC Sparta Praga, equipo en el que permaneció desde 1996 hasta 2003, a excepción de una temporada en la que jugó cedido en el FC Slovan Liberec.
Con el Sparta de Praga se alzó con el título de Liga checa en cinco ocasiones.
En 2003 el CSKA Moscú se fija en él y paga 3,5 millones de dólares para ficharle, convirtiéndose en el traspaso más caro de la historia de la Liga Rusa. En Rusia consigue una Supercopa de Rusia en su primer año y un triplete (Liga, Copa y Copa de la UEFA) en el segundo.
En enero de 2005 ficha por el Chelsea, club que pagó por él alrededor de 7 millones de dólares. Jarosik participó en la conquista de la segunda FA Premier League en la historia del Chelsea.
Solo jugó media temporada, ya que al finalizar el campeonato se marcha en calidad de cedido al Birmingham City Football Club.
En 2006 se va al fútbol escocés, concretamente al Celtic. Con este equipo consigue una Liga. De esta forma Jiří Jarošík se convierte en uno de los pocos jugadores que ha ganado la Liga en 4 países (Escocia, Inglaterra, República Checa y Rusia).
El 31 de enero de 2008 regresa a la liga rusa fichando por el PFC Krylia Sovetov Samara.
El 13 de enero de 2010 ficha por el Real Zaragoza hasta junio de 2011.
Terminado su contrato con el Real Zaragoza recae de nuevo en su club de origen el AC Sparta Praga.
El 26 de agosto de 2013 retorna a España, en esta ocasión para vestir los colores del Deportivo Alaves, equipo recién ascendido a la segunda división.

### Selección nacional
Ha sido internacional con la Selección de fútbol de la República Checa en 6 ocasiones.

## Clubes

### Como jugador
| Club                     | País            | Año       |
| ------------------------ | --------------- | --------- |
| Sparta de Praga          | República Checa | 1996-1997 |
| Slovan Liberec (cedido)  | República Checa | 1997-1999 |
| Sparta de Praga          | República Checa | 1999-2003 |
| CSKA Moscú               | Rusia           | 2003-2005 |
| Chelsea                  | Inglaterra      | 2005-2006 |
| Birmingham City (cedido) | Inglaterra      | 2005-2006 |
| Celtic                   | Escocia         | 2006-2008 |
| Krylia Sovetov           | Rusia           | 2008-2010 |
| Real Zaragoza            | España          | 2010-2011 |
| Sparta de Praga          | República Checa | 2011-2013 |
| Deportivo Alavés         | España          | 2013-2015 |

### Como entrenador
| Club           | País            | Año       |
| -------------- | --------------- | --------- |
| Ústí nad Labem | República Checa | 2020      |
| Celje          | Eslovenia       | 2020-2021 |
| Prostějov      | República Checa | 2021      |
| Teplice        | República Checa | 2021-2023 |
| Orenburg       | Rusia           | 2023      |

## Títulos

### Torneos nacionales
- 5 Ligas de la República Checa (AC Sparta Praga; 1997, 1999, 2000, 2001 y 2003)
- 1 Liga Rusa (PFC CSKA Moscú, 2005)
- 1 Copa de Rusia (PFC CSKA Moscú, 2005)
- 1 Supercopa de Rusia (PFC CSKA Moscú, 2004)
- 1 Premier League (Chelsea Football Club, 2005)
- 2 Ligas escocesas (Celtic Football Club, 2007 y 2008)
- 1 Copa de Escocia (Celtic Football Club, 2007)

### Torneos internacionales
- 1 Copa de la UEFA (PFC CSKA Moscú, 2005)